# یانیتسا
شهر یانیتسا در استان مقدونیه مرکزی در کشور یونان واقع شده است که دارای جمعیت ۲۸٬۶۱۱  نفر می‌باشد.